# Adobe Illustrator
Adobe Illustrator – rozbudowany program graficzny przeznaczony do tworzenia i edycji grafiki wektorowej, będący jednym ze sztandarowych produktów firmy Adobe Inc.
Program jest dostępny na platformy Windows i macOS. Projekty zapisywane są w formacie plików AI.
Adobe Illustrator do wersji 8 był przeznaczony głównie do tworzenia projektów do wydruku. Natomiast w wersji 9 pojawiły się narzędzia dla twórców stron internetowych. Ponadto od wersji 9 Illustrator jest w stanie zastosować wiele efektów typowych dla grafiki rastrowej w stosunku do obiektów wektorowych, bez trwałego zmieniania tych obiektów. Z najważniejszych nowości w wersji 9 są ponadto: podgląd zalewek i przezroczystości.
Od wersji 11 dostępny jako część pakietu programów noszącego nazwę Creative Suite, choć można go zakupić również oddzielnie.
Adobe Illustrator jest jednym z dwóch najpopularniejszych programów do tworzenia i edycji grafiki wektorowej na świecie, obok CorelDRAW. Tworzone w nim ilustracje o rozszerzeniu AI można otworzyć we wszystkich programach firmy Adobe do tworzenia i edycji grafiki, a także obróbki wideo, oraz animacji. Pliki Illustratora można również otworzyć w wyżej wymienionym Corelu, jednak plików o rozszerzeniu.cdr, które należą do Corela nie można otworzyć w Illustratorze.

## Historia programu
| Wersja               | Platforma                    | Data wydania     | Nazwa kodowa      |
| -------------------- | ---------------------------- | ---------------- | ----------------- |
| 1.0                  | Mac OS                       | 1985             | Picasso           |
| 1.1                  | Mac OS                       | styczeń 1987     | Inca              |
| 88                   | Mac OS                       | marzec 1988      | –                 |
| 2.0                  | Windows                      | styczeń 1989     | Pinnacle          |
| 3                    | Mac OS, NeXT, inne typu Unix | październik 1990 | Desert Moose      |
| 3.5                  | Silicon Graphics             | 1991             | –                 |
| 4                    | Windows                      | maj 1992         | Kangaroose        |
| 3.5                  | Solaris                      | 1993             | –                 |
| 5                    | Mac OS                       | czerwiec 1993    | Saturn            |
| 5.5                  | Mac OS                       | czerwiec 1994    | Janus             |
| 4.1                  | Windows                      | 1995             | –                 |
| 6                    | Mac OS                       | luty 1996        | Popeye            |
| 7                    | Mac/Windows                  | maj 1997         | Simba             |
| 8                    | Mac/Windows                  | wrzesień 1998    | Elvis             |
| 9                    | Mac/Windows                  | czerwiec 2000    | Matisse           |
| 10                   | Mac/Windows                  | listopad 2001    | Paloma            |
| 11 (CS)              | Mac/Windows                  | październik 2003 | Pangaea/Sprinkles |
| 12 (CS2)             | Mac/Windows                  | 27 kwietnia 2005 | Zodiac            |
| 13 (CS3)             | Mac/Windows                  | 16 kwietnia 2007 | Jason             |
| 14 (CS4)             | Mac/Windows                  | październik 2008 | Sonnet            |
| 15 (CS5)             | Mac/Windows                  | maj 2010         | Ajanta            |
| 16 (CS6)             | Mac/Windows                  | maj 2012         | Ellora            |
| 17 (CC17)            | Mac/Windows                  | czerwiec 2013    | –                 |
| 17 (CC17.1)          | Mac/Windows                  | styczeń 2014     | –                 |
| CC2014               | Mac/Windows                  | czerwiec 2014    | –                 |
| CC2014.1             | Mac/Windows                  | październik 2014 | –                 |
| CC2015 (19.0.0)      | Mac/Windows                  | czerwiec 2015    | –                 |
| CC 2015.1 (19.1.0)   | Mac/Windows                  | czerwiec 2015    |                   |
| CC 2015.2 (19.2.0)   | Mac/Windows                  | listopad 2015    |                   |
| CC 2015.3 (20.0)     | Mac/Windows                  | czerwiec 2016    |                   |
| CC 2015.3.1 (20.1)   | Mac/Windows                  | sierpień 2016    |                   |
| CC 2017 (21.0.0)     | Mac/Windows                  | listopad 2016    |                   |
| CC 2017.0.1 (21.0.1) | Mac/Windows                  | styczeń 2017     |                   |
| CC 2017.0.2          | Mac/Windows                  | styczeń 2017     |                   |
| CC 2017.1 (21.1.0)   | Mac/Windows                  | kwiecień 2017    |                   |
| CC 2018 (22.0.0)     | Mac/Windows                  | październik 2017 |                   |
| CC 2018 (22.1.0)     | Mac/Windows                  | marzec 2018      |                   |
| CC 2019 (23.0.0)     | Mac/Windows                  | październik 2018 |                   |
| 2019 (23.0.2)        | Mac/Windows                  | luty 2019        |                   |
| 2019 (23.1.0)        | Mac/Windows                  | wrzesień 2019    |                   |
| 2020 (24.0)          | Mac/Windows                  | październik 2019 |                   |
| 2020 (24.0.2)        | Mac/Windows                  | grudzień 2019    |                   |
| 2020 (24.1)          | Mac/Windows                  | marzec 2020      |                   |